# Zuliana de Televisión
Zuliana de Televisión (abreviado como ZUTV) fue una cadena de televisión regional privada de Venezuela con base en Ciudad Ojeda, Estado Zulia fundado el 17 de junio de 1991. Tiene cobertura en toda la costa oriental del Lago de Maracaibo y su objetivo es proyectar entretenimiento e información para la región. Para el momento de la inauguración de Zuliana de TV sólo existían 12 canales regionales en Venezuela. Su eslogan es "Donde tú te ves".

## Historia
ZUTV fue inaugurado el 17 de junio de 1991 en el canal 30 por la señal UHF, precisamente a las seis en punto de la mañana. Originalmente era un canal de transmisión de 12 horas diarias de diversos rangos de programas con soporte de Televen y sus inversionistas. 
ZUTV se convirtió en la décimo tercero canal regional de Venezuela y la primera en funcionar por señal UHF. Primeramente tenía señal en el lado oriental del Lago de Maracaibo (relativamente la mitad del estado Zulia). Hoy día cubre su señal a todo el estado y tiene su propio estudio televisión. Este canal ha establecido relaciones con los medios comunicacionales locales, como el medio impreso "El Regional del Zulia" y la estación radial "América 95.5 FM".
La señal y programación de ZUTV fue conectada con Televen por el satélite Intelsat 6, con lo que ZUTV transmitía más fácilmente sus mensajes en vivo por Televen y vice-versa. Además, Televen fue el primer canal a nivel nacional en toda la historia de la Televisión de Venezuela en transmitir en vivo la señal de un canal de señal regional.
ZUTV ahora produce su propia programación en bases propias para todo el estado Zulia y más allá en el sistema de televisión por cable.
En la actualidad está haciendo alianza con Telecentro canal 11 de Barquisimeto.